# Rádio Boas Novas Porto Velho
Rádio Boas Novas Porto Velho é uma emissora de rádio brasileira com sediada em Porto Velho, capital do estado de Rondônia. Opera no dial FM, na frequência 91,5 MHz, e pertence à Igreja Evangélica Assembleia de Deus em Porto Velho. A emissora mantém estúdios na sede da Fundação de Serviços da Igreja Evangélica Assembleia de Deus (FUNDAD) no bairro Olaria, juntamente com sua co-irmã REMA TV, e seus transmissores estão localizados no bairro Tiradentes, no Centro de Convenções da IEAD Porto Velho.

## História
A emissora foi inaugurada na década de 1980, como Rádio Eldorado do Brasil, através do dial AM 660 kHz, pelo empresário Mário Calixto Filho. Na primeira metade da década de 1990, foi adquirida pelo pastorado da Assembleia de Deus do Amazonas, liderado por Samuel Câmara, que transferiu o controle da rádio para a Assembleia de Deus de Porto Velho em 3 de abril de 1995. A partir desta data, a emissora passa a se chamar Rádio Boas Novas, à exemplo da emissora homônima de Manaus, embora mantivesse uma gestão completamente distinta da mesma.
Após a mudança de gestão, a emissora passou a ser gerenciada pela Fundação de Serviços da Igreja Evangélica Assembleia de Deus (FUNDAD), que a igreja criou para a sua manutenção e de outros veículos que vieram posteriormente. Sua estrutura, que estava completamente sucateada, foi renovada com a construção de um novo estúdio, inaugurado em 26 de maio do mesmo ano, e a compra de um novo transmissor.
Em 13 de julho de 2020, atendendo ao decreto federal de migração das rádios AM para FM, a Rádio Boas Novas deixou os 660 kHz e passou a transmitir na frequência 91,5 MHz. Com a mudança, a emissora desativou seu antigo parque de transmissão no Parque das Gaivotas, e passou a utilizar a torre de transmissão da REMA TV, instalada no Centro de Convenções da IEAD no bairro Tiradentes.